# پونترالیه
پونترالیه (به فرانسوی: Pontarlier) یک کمون در فرانسه است که در Canton of Pontarlier واقع شده‌است.

## خصوصیات
پونترالیه ۴۱٫۳۵ کیلومترمربع مساحت و ۱۸٬۶۳۹ نفر جمعیت دارد و ۸۳۷ متر بالاتر از سطح دریا واقع شده‌است.

## خواهرخوانده
شهر ایوردون لبن خواهرخواندهٔ پونترالیه هست.